# Silnice II/272
Silnice II/272 je silnice II. třídy, která vede z Českého Brodu do Bělé pod Bezdězem. Je dlouhá 54,4 km. Prochází jedním krajem a třemi okresy.

## Vedení silnice

### Středočeský kraj, okres Kolín
- Český Brod (křiž. II/113, II/330)

### Středočeský kraj, okres Nymburk
- Kounice (křiž. III/24511, III/2721)
- Bříství (křiž. D11, III/27224)
- Starý Vestec (křiž. II/611)
- Semice (křiž. III/2722, III/2724)
- Litol, Litolský most přes Labe
- Litol, částečný obchvat
- Lysá nad Labem, nadjezd nad železniční tratí Praha – Lysá nad Labem – Kolín a Lysá nad Labem – Milovice
- Lysá nad Labem (křiž. II/331, II/332, III/2725, peáž s II/331)
- Benátecká Vrutice
- Jiřice (křiž. III/3322)

### Středočeský kraj, okres Mladá Boleslav
- Benátky nad Jizerou (křiž. D10, II/610, III/27212)
- Benátky nad Jizerou, most přes Jizeru
- Benátky nad Jizerou (křiž. III/24426, III/27213)
- Zdětín (křiž. III/27214, III/27216, III/27215)
- Chotětov, úrovňové křížení železniční trati Praha – Turnov
- Chotětov (křiž. II/275, III/27221, peáž s II/275)
- Bezno (křiž. I/16, III/25923, peáž s I/16)
- Niměřice (křiž. III/27222, III/27223)
- Dolní Cetno (křiž. III/27225, III/27228)
- Pětikozly (křiž. III/27229)
- Krásná Ves (křiž. III/27231, III/2598)
- Katusice, úrovňové křížení železniční trati Mladá Boleslav – Mělník
- Katusice (křiž. II/259, peáž s II/259)
- Březinka (křiž. III/27232)
- Plužná (křiž. III/27233, III/27235)
- Bělá pod Bezdězem, podjezd pod I/38, bez napojení
- Bělá pod Bezdězem, úrovňové křížení železniční trati Bakov nad Jizerou – Česká Lípa
- Bělá pod Bezdězem (křiž. II/276)

### Přeložky
- vedení mimo zastavěné území Starého Vestce (ve dvou etapách, v mezidobí peáž s II/611)
- obchvat Lysá nad Labem (litolská část 2019–2020)

#### V přípravě
- obchvat Lysá nad Labem (východ)